# Arius macracanthus
Arius macracanthus es una especie de pez de la familia Ariidae en el orden de los Siluriformes.

## Distribución geográfica
Se encuentra en Tailandia.